# Międzynarodowa Klasyfikacja Chorób
Międzynarodowa Statystyczna Klasyfikacja Chorób i Problemów Zdrowotnych, zwykle używana jest skrócona nazwa Międzynarodowa Klasyfikacja Chorób (ang. International Statistical Classification of Diseases and Related Health Problems; International Classification of Diseases, ICD) - międzynarodowa klasyfikacja chorób i procedur medycznych, stworzona przez Światową Organizacje Zdrowia (WHO). Jest to tłumaczenie terminologii medycznej na kody, które ułatwiają organizację pracy, stawianie diagnoz, a także prowadzenie badań statystycznych w zakresie chorobowości i umieralności.
Klasyfikacja składa się z trzech tomów:
- klasyfikacja chorób
- instrukcja kodowania
- klasyfikacja procedur medycznych (która jest systematycznie aktualizowana)

Obecnie w Polsce stosowana jest klasyfikacja ICD-9-CM - Międzynarodowa Klasyfikacja Procedur Medycznych, natomiast w kwalifikowaniu schorzeń i chorób używana jest ICD-10 - Międzynarodowa Klasyfikacja Chorób i Problemów Zdrowotnych.

## Historia ICD[2]

### XVIII–XIX w.
XVIII w. można określić jako początek istnienia klasyfikacji medycznych, właśnie wtedy odbyły się pierwsze próby sklasyfikowania chorób. Powstały wtedy trzy ważne dla tej dziedziny rozprawy:
- „Nosologia Metodica” – François Boissier de Sauvages de Lacroix
- „Genera morborum” – Karol Linneusz
- „Synopsis nosologiace methodicae” – William Cullen

Najbardziej popularną i najczęściej wykorzystywaną była ta, stworzona przez Williama Cullena. W poprzednim stuleciu były natomiast prowadzone badania statystyczne przez Johna Graunta. Spróbował on oszacować odsetek dzieci, które zmarły przed 6. rokiem życia, a jego źródłem danych był Londyński Rejestr Zgonów.

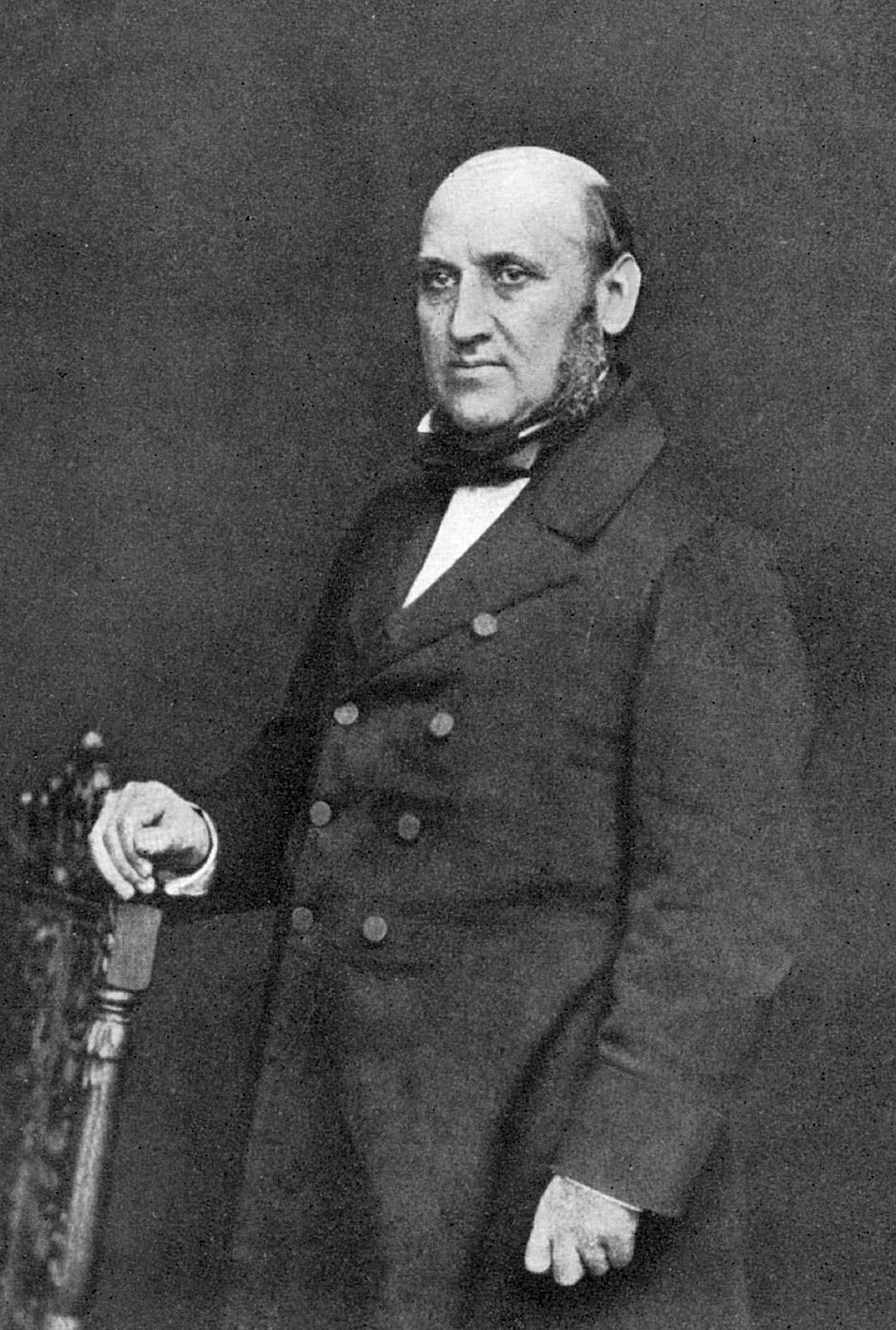
William Farr

W 1837 r. powstało Generalne Biuro Statystyczne Anglii i Walii, w którym pracował William Farr, który przyczynił się do rozwoju i ujednolicenia istniejącej klasyfikacji Cullena. Zwrócił on uwagę na potrzebę klasyfikacji przyczyn zgonów, a także przyczynił się do powstania Międzynarodowej Listy Przyczyn Zgonów. Ważnym punktem w powstaniu tej listy były Międzynarodowe Kongresy Statystyczne:
- 1853 r. Bruksela, William Farr i Marc d’Espine zostali poproszeni o stworzenie jednolitej klasyfikacji przyczyn zgonów.
- 1855 r. Paryż, po raz pierwszy Farr i d’Espine przedstawili dwie oddzielne listy, które Kongres zmodyfikował i przedstawił jako jedną klasyfikację, która jednak nigdy nie została przyjęta do powszechnego użytku.
- 1881 r. Wiedeń, powstaje komitet, który ma na celu przygotowanie międzynarodowej klasyfikacji przyczyn zgonów. Na jego czele staje Jacques Bertillon.
- 1893 r. Chicago, przedstawienie i przyjęcie raportu stworzonego przez komitet. Klasyfikacja ta opierała się na modelu Farra i została przedstawiona w trzech wersjach: skróconej, która zawierała 44 pozycje, drugą – 99 pozycji i szczegółową – 161 pozycji.

W 1898 r. Za sprawą Amerykańskiego Towarzystwa Zdrowia Publicznego klasyfikacja ta została przyjęta przez Kanadę, Meksyk i U.S.A.
Kolejny Międzynarodowy Kongres odbył się w 1899 r. w Christianii, Bertillon przedstawił raport dotyczący Międzynarodowej Listy Przyczyn Zgonów, zalecono wtedy przyjęcie klasyfikacji przez kraje europejskie, a także na wzór Ameryki aktualizację Listy co dekadę.

### XX w.
W 1900 r. w Paryżu odbyła się I Międzynarodowa Konferencja ds. Rewizji Międzynarodowej Listy przyczyn Zgonów, w której brali udział przedstawiciele 26 krajów. Ustalono na niej dwie klasyfikacje, które opierały się na istniejącej Liście Zgonów: szczegółową, która zawierała 179 pozycji i skróconą – 35 pozycji, a także przyjęto, że rewizja klasyfikacji powinny mieć miejsce co 10 lat. Kolejne konferencje odbyły się w latach: 1909, 1920, 1929, 1938. 

#### Dwudziestolecie międzywojenne
W roku 1929 została opublikowana przez Organizację Zdrowia Ligi Narodów obszerna klasyfikacja dotycząca chorób, przyczyn zgonów i innych zagadnień statystyki medycznej. Aby ujednolicić pracę nad klasyfikacjami, powołano Komisję Mieszaną, w której skład wchodzili zarówno członkowie Międzynarodowego Instytutu Statystycznego jak i Organizacji Zdrowia Ligi Narodów. Owocem pracy tej komisji były wydana w 1929 r. Czwarta Rewizja, a w 1938 r. Piąta Rewizja Międzynarodowej Listy Przyczyn Zgonów.
Podczas tych konferencji zajmowano się również statystykami chorobowości, jednak stworzone listy chorób opierały się głównie na klasyfikacji przyczyn zgonów, przez co nie weszły do powszechnego użytku. Wiele krajów opracowywało własne listy chorób. W 1936 r. w Kanadzie powstał kod chorobowości, który w dużej mierze opierał się na Czwartej Rewizji Międzynarodowej Listy Przyczyn Zgonów.
W trakcie konferencji w 1938 r. w związku z rosnącym zapotrzebowaniem różnych instytucji zajmujących się zdrowiem rozpoczęto opracowanie klasyfikacji chorób. Międzynarodowy Instytut Statystyczny wraz z Organizacją Zdrowia Ligi Narodów stworzył więc Międzynarodową Listę Chorób. Zajęto się wtedy również badaniami nad wybieraniem głównej przyczyny, a także łączonych przyczyn zgonu.

#### Okres po II wojnie światowej
Kolejna klasyfikacja chorób i urazów powstała w 1944 r. i została opracowana przez Komitet ds. Statystyki Chorobowości Szpitalnej Medycznej Rady Badawczej. Opublikowano ją w Wielkiej Brytanii i Stanach Zjednoczonych. Opierała się ona również na Międzynarodowej Liście Przyczyn Zgonów, jednak była bardziej wyczerpująca niż klasyfikacja z Kanady.
W 1945 r. powołany został w USA Komitet ds. Łączonych Przyczyn Zgonów, w którego skład wchodzili reprezentanci rządu Kanady, Wielkiej Brytanii i Organizacji Zdrowia Ligi Narodów. Zdefiniował on kierunek rozwoju klasyfikacji chorób i przyczyn zgonów, a także uznał, że obie te klasyfikacje powinny być połączone w jedną szczegółową listę. Ujednolicenie to ułatwiłoby znacznie prowadzenie statystyk, a także porównywanie chorobowości i umieralności.
Międzynarodowa Konferencja Zdrowia odbyła się w 1946 r. w Nowym Jorku. Powołana została na tej konferencji Tymczasowa Komisja Światowej Organizacji Zdrowia. Jej zadaniem było utworzenie Szóstej Rewizji Międzynarodowej Listy Chorób i Przyczyn Zgonów, przygotowanie terminów diagnostycznych. A także ujednolicenie formularzy kart zgonu.

Światowa Organizacja Zdrowia przygotowuje coroczne aktualizacje w ICD

W 1948 r. w Paryżu odbyła się kolejna Międzynarodowa Konferencja ds. Rewizji Międzynarodowej Listy Przyczyn Zgonów. Przyjęto na niej oficjalnie Szóstą Rewizję Międzynarodowej Listy Przyczyn Zgonów, a także Międzynarodowy Formularz Karty Zgonu. W tym roku odbyło się również Pierwsze Światowe Zgromadzenie Zdrowia. Przedstawiono na nim Podręcznik Międzynarodowej Statystycznej Klasyfikacji Chorób, Urazów i Przyczyn Zgonów. Składał się on z dwóch tomów, pierwszy to klasyfikacje, a drugi indeks terminów diagnoz. Podczas zgromadzenia zalecono również utworzenie komitetów ds. zdrowia we wszystkich krajach, które zajmowałyby się statystykami chorobowości i umieralności oraz były łącznikiem z Światową Organizacją Zdrowia.
Kolejne konferencje odbyły się w 1955 r. (Paryż) i 1965 r. (Genewa) zwołane przez WHO. Podczas ich obrad nie zaszły żadne radykalne zmiany w sposobie przedstawienia klasyfikacji chorób. W międzyczasie w wielu krajach powstawały modyfikacje listy, które również zostały wzięte pod uwagę przy kolejnych modyfikacjach ICD. Co więcej był to czas, kiedy na coraz większą skalę zaczęto stosować klasyfikację chorób.
Światowa Organizacja Zdrowia zorganizowała kolejną Międzynarodową Konferencję ds. Dziewiątej Rewizji Międzynarodowej Listy Chorób w 1975 r. w Genewie. Na tym spotkaniu zapadło wiele ważnych decyzji dotyczących klasyfikacji, przede wszystkim zadecydowano, aby ze względu na koszt wprowadzania zmian, klasyfikacja była już tylko aktualizowana i nie zmieniano jej struktury. W związku z tym zostały wniesione potrzebne do niej poprawki, zmieniono jej organizację. Pojawiła się również potrzeba zwiększenia nacisku na szczegóły, z drugiej strony w niektórych krajach nie było takiej konieczności, zatem wprowadzone kodowanie było przystosowane do obu tych potrzeb. Pojawiła się również osobna klasyfikacja dla diagnoz, procedur medycznych, a także dla inwalidztwa i niepełnosprawności.
Dyrektor Generalny WHO, za zgodą państw członkowskich ustanowił kolejną datę Międzynarodowej Konferencji ds. Listy Chorób na 1989 r. Jednocześnie zaczęto przygotowania do stworzenia nowej, bardziej uniwersalnej i stabilnej klasyfikacji. Ostatecznie ICD-10 weszło do powszechnego użycia w 1994 r.
We wrześniu 2009 r. powstała pierwsza wersja klasyfikacji ICD-11.

## ICD-9-CM

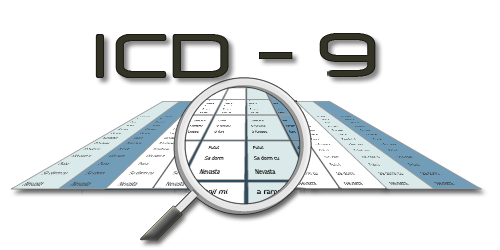

ICD-9-CM bazuje na Dziewiątej Rewizji Międzynarodowej Listy Chorób, została stworzona przez NCHS (ang. National Center for Health Statistics)
Klasyfikacja ta wykorzystywana jest przez zakłady opieki zdrowotnej, aby ułatwić i uporządkować wykonywanie procedur zabiegowych, diagnostycznych i leczniczych, a także rozliczanie ich z Narodowym Funduszem Zdrowia.
Kody składają się z 3-4 znaków, z czego dwa pierwsze są nagłówkami grupy kodów, a trzeci i czwarty są uszczegółowieniem.
Co roku 1 października ukazuje się aktualizacja procedur.
W skład ICD-9-CM wchodzą trzy tomy:
- tabelaryczna lista kodów chorób
- indeks pozycji chorobowych
- klasyfikacja procedur operacyjnych, diagnostycznych oraz terapeutycznych

W Polsce wykorzystuje się kodowanie procedur w celu określenia kosztów wykonanych zabiegów, czy operacji. Kody dołączane są jako załączniki do faktur wystawionych przez szpital i na ich podstawie NFZ decyduje o przyznaniu refundacji na dane leczenie.
Podczas pobytu pacjenta w szpitalu, kodowaniu podlegają wszelkie procedury związane z leczeniem, zabiegami i operacjami, które przeszedł. 
Uznaje się, że kodowanie procedur powinno być przynajmniej czteroznakowe. Trzy znaki są niewystarczające dla celów weryfikacji płatności i przydzielania pacjentów do grup diagnostycznych.
Priorytety w kodowaniu (w przypadku większej ilości wykonanych zabiegów):
- procedury terapeutyczne (w tym chirurgiczne) nad procedurami diagnostycznymi
- procedury związane z rozpoznaniem zasadniczym

- jeżeli więcej procedur związanych jest z główną przyczyną pobytu w szpitalu, pod uwagę bierze się chronologię wykonanych zabiegów
- jeżeli dwa zabiegi występują jednocześnie, ważniejszy jest ten, który wiązał się z usunięciem tkanki lub organu

Kolejne kroki w kodowaniu zabiegu:
- określenie właściwej kolejności kodowania
- określenie jakiej części ciała/tkanki/organu dotyczy procedura
- odszukanie w klasyfikacji odpowiednich kodów dla wyznaczonej części ciała
- sprawdzenie, czy kod obejmuje dany zabieg
- zakodowanie zabiegu jak najbardziej szczegółowo (przynajmniej 4 znaki)
- jeśli istnieje kod dla danego zabiegu, wprowadzenie go do dokumentacji
- jeśli nie istnieje taki kod, odszukanie w odpowiedniej rubryce zatytułowanej „inne”, zbliżonej procedury

## Lista kodów ICD-9-CM
- 00 Procedury i zabiegi nie sklasyfikowane gdzie indziej
- 01-05 Zabiegi w zakresie układu nerwowego
- 06-07 Zabiegi w zakresie układu wydzielania wewnętrznego
- 08-16 Zabiegi w zakresie oka
- 17 Brak kodu w wersji polskiej
- 18-20 Zabiegi w zakresie ucha
- 21-29 Zabiegi w zakresie nosa, jamy ustnej i gardła
- 30-34 Zabiegi w zakresie układu oddechowego
- 35-39 Zabiegi w zakresie układu sercowo-naczyniowego
- 40-41 Zabiegi w zakresie układu krwionośnego i limfatycznego
- 42-54 Zabiegi w zakresie układu trawiennego
- 55-59 Zabiegi w zakresie układu moczowego
- 60-64 Zabiegi w zakresie męskich narządów płciowych
- 65-71 Zabiegi w zakresie żeńskich narządów płciowych
- 72-75 Operacje i zabiegi położnicze
- 76-84 Zabiegi w zakresie układu mięśniowo-szkieletowego
- 85-86 Zabiegi w powłokach ciała
- 87-99 Zabiegi diagnostyczne i terapeutyczne – różne
- 100 Procedury anestezjologiczne
- AA Inne

## ICD-10
Międzynarodowa Klasyfikacja Chorób i Problemów Zdrowotnych została wprowadzona przez WHO, aby ujednoznacznić rozpoznawanie chorób i schorzeń. Ponadto wykorzystywana jest w celach statystycznych, badaniu wskaźników umieralności i chorobowości w stosunku do różnych czynników.
W skład ICD-10 wchodzą cztery tomy:
- tabelaryczna lista nazw i kodów przyczyn zgonów
- terminy związane z przyczynami zgonów
- indeks chorób, urazów, leków i środków chemicznych
- opis i reguły kodowania

## Porównanie kodów ICD-9 i ICD-10
Przejście z klasyfikacji ICD-9 na ICD-10 spowodowało większą dokładność kodowania, a także większą efektywność w rozpoznawaniu chorób. Jednak wiązało się to również z reorganizacją dotychczasowego systemu, zmianą istniejącego oprogramowania, a także konieczne było przeprowadzenie wielu testów. Ze zmianą kodowania wiązały się również błędy popełniane przez użytkowników, wynikające z tego, że te same kody w ICD-9 i ICD-10 oznaczały co innego. Szacuje się, że początkowo ilość błędnych kodów wahała się w okolicach 6%-10%.
Największą wadą klasyfikacji ICD-9 jest jej mała szczegółowość. Przykładowo kod dotyczący złamania prawej ręki i lewej jest taki sam. Problem ten został rozwiązany w ICD-10. Ponadto w wielu rozdziałach nie ma już miejsca na nowe kody, a co za tym idzie nie wszystkie rozpoznania mogą być zakodowane we właściwy sposób. Klasyfikacja ICD-10 ma więcej znaków, dzięki czemu zwiększyła się liczba dostępnych kodów. Wiąże się to również z większą dokładnością, co ma znaczący wpływ na prawidłowe rozpoznanie i skutecznie postawioną diagnozę.
Najbardziej widoczną różnicą, jaką można zauważyć przy porównywaniu klasyfikacji ICD-9 i ICD-10 jest struktura kodów. ICD-9 składa się z cyfr, ewentualnie jednej z dwóch liter E lub V. Natomiast ICD-10, po pierwsze może zawierać więcej znaków, niż ICD-9, a po drugie składa się z symboli alfanumerycznych.

### Rozpoznanie chorób
|                        | ICD-9                | ICD-10                                                |
| ---------------------- | -------------------- | ----------------------------------------------------- |
| Liczba znaków          | 3-5                  | 3-7                                                   |
| Liczba kodów           | 13 000               | 68 000                                                |
| Pierwszy znak          | Cyfra lub litera:E,V | Litera                                                |
| Kolejne znaki          | Cyfry                | Drugi-trzeci: cyfry, Czwarty-siódmy: cyfra lub litera |
| Dodawanie nowych kodów | Ograniczone          | Swobodne                                              |

### Procedury
|                               | ICD-9            | ICD-10             |
| ----------------------------- | ---------------- | ------------------ |
| Liczba znaków                 | 3-4              | 7                  |
| Liczba kodów                  | 3 000            | 87 000             |
| Rodzaj znaków                 | Cyfry            | Cyfry i litery     |
| Terminologia                  | Archaiczna       | Nowoczesna         |
| Dodawanie nowych kodów        | Ograniczone      | Swobodne           |
| Dokładność                    | Mało szczegółowe | Bardzo szczegółowe |
| Podział kodów na części ciała | Ogólny           | Szczegółowy        |
| Opis procedur                 | Mało dokładny    | Bardzo precyzyjny  |

Istnieją kody, które mają taką samą postać zarówno w ICD-9 jak i w ICD-10, jednak mają one zupełnie inne znaczenie. Identyczne kody istnieją w przypadku diagnoz, nie ma takiej sytuacji w kodach dotyczących procedur. Przykładem może być kod E030, który w ICD-9 oznacza niezdefiniowaną aktywność, a w ICD-10 wrodzoną niedoczynność tarczycy z wolem rozlanym.